# Xã Fremont, Quận Johnson, Iowa
Xã Fremont (tiếng Anh: Fremont Township) là một xã thuộc quận Johnson, tiểu bang Iowa, Hoa Kỳ. Năm 2010, dân số của xã này là 1.743 người.